# Chiloglanis pojeri
Chiloglanis pojeri es una especie de peces de la familia Mochokidae en el orden de los Siluriformes.

## Morfología
Los machos pueden llegar alcanzar los 7 cm de longitud total.

## Hábitat
Es un pez de agua dulce.

## Distribución geográfica
Se encuentran en África: ríos Luvua y  Lualaba (cuenca del río Congo) y río Koki (afluente del lago Tanganyika).